# Limoges
Limoges je grad u Francuskoj.

## Galerija
- Crkva Saint-Pierre du Queyroix
- Most Saint-Martial
- Katedrala

|  | Portal Francuske: pristup člancima s tematikom o Francuskoj |